# Base di dati ad oggetti in movimento
Una base di dati ad oggetti in movimento o database ad oggetti in movimento (in inglese: moving object database) è una base di dati che rappresenta entità in movimento e compie interrogazioni su di esse.
La differenza con una base di dati spaziotemporale sta nel fatto che i cambiamenti temporali vengono considerati discreti mentre nelle "Basi di dati" ad oggetti in movimento sono cambiamenti continui.

## Due approcci: gestione del luogo e dati spaziotemporali
Dietro all'idea di base di dati ad oggetti in movimento vi sono due approcci: la gestione del luogo e i dati spaziotemporali.
Il primo considera il problema della gestione delle posizioni di una serie di entità in una base di dati. Si identifica l'entità con una chiave e le coordinate x e y come attributi per registrarne la posizione. Quando l'entità è in movimento la base di dati va aggiornata frequentemente per diminuire il più possibile  la possibilità d'errore. Con un gran numero di entità questo approccio non è fattibile.
Questo portò a considerare di non memorizzare la posizione ma un vettore di movimento che includa la posizione in un istante di tempo e la sua velocità, così facendo si diminuisce la frequenza d'aggiornamento della base di dati.
questo approccio si differenzia dalle basi di dati temporali poiché non vi archiviata alcuna storia sui movimenti delle entità ma soltanto le istantanee sull'attuale posizione.
La prospettiva spaziotemporale, invece,  prevede la memorizzazione non solo dell'attuale stato delle entità ma anche la loro storia trascorsa.

## Struttura dati
- Punti in movimento (moving point): possono rappresentare persone e animali in movimento, le traiettorie di aerei e rotte navali
- Regioni in movimento (moving region): l'evoluzione territoriale di uno stato, i cambiamenti di una foresta, di un lago, diffusione di malattie, fuoriuscite di petrolio

## Indicizzazione
- Famiglia di alberi R per l'indicizzazione di spazi multidimensionali
- Alberi TPR
- B-Alberi cinetici
- indicizzazione delle traiettorie